# Urumu
Urumu (noti anche come Urumei) era una confederazione tribale attestata tra l'altopiano armeno e l'Anatolia tra la tarda età del bronzo e l'antica età del ferro.

## Localizzazione
Si ritiene che Urumu potesse trovarsi tra l'altopiano armeno e l'Anatolia orientale, situate a ovest del Lago di Van nella Shupria. Queste terre sono presenti nei documenti urartei, nei quali è menzionato come Urme, e assiri dell'VIII secolo a.C. Igor Diakonoff, invece, ha suggerito che l'Urumum delle fonti accadiche andrebbe collocato nell'Elam.

## Storia
Ignace Jay Gelb ha suggerito che la prima attestazione risalga al III millennio a.C., poiché Urumum compare nella leggenda di Naram-Sin, mentre Vyacheslav Ivanov ne ha riscontrato tracce in un testo assiro datato intorno al 2000 a.C.
È possibile che Urumu, come le vicine Diaueḫi ed Etiuni, sia una delle entità politiche emerse in seguito alla disgregazione della confederazione di Azzi-Hayasa, la quale era stata sottomessa all'Impero ittita.
Le fonti assire nel parlano all'inizio del XII secolo a.C.,  quando Urumu, i Muški e Kaskei (Apishlu), invasero l'Impero medio-assiro, conquistando le terre di Alzi e Purukuzzi (vicino alla sorgente del Tigri, a ovest del lago Van) e incitando la gente del posto a non pagare il tributo agli assiri. È possibile che Urumu sia diventato parte di Urartu nell'VIII secolo a.C.

## Identificazione
Come altre entità politiche limitrofe come Diaueḫi, Etiuni e i Mannei – o Azzi-Hayasa e i Nairi, attestati nella tarda età del bronzo – la confederazione è stata identificata con la cultura Nakhchivan-Kizilveng e con popolazioni di lingua hurro-urartea.

### Ipotesi alternative
Sebbene la lingua o le lingue parlate nella confederazione Urumu siano del tutto sconosciute, si è a lungo pensato che questa entità politica possa aver svolto un ruolo significativo nell'etnogenesi degli armeni. Nel tentativo di dimostrare questa ipotesi, l'etnografo Armen Petrosyan ha sostenuto che "Urumu" fosse probabilmente pronunciato "Oromu" e fosse forse una forma dialettale di "Aram" o "Arme". Petrosyan etimologizzò "Arme" come derivante dalla radice proto-indoeuropeo *rē-mo-, "nero". Un altro collegamento è stato tentato proponendo un'interpretazione evemerista della leggenda di Aram, patriarca eponimo degli armeni, il quale aveva come luogotenente il cugino Mishak (Misak, Moshok), associato ai Frigi.

### Critiche all'identificazione armena
Il linguista russo Igor Diakonoff ha pesantemente criticato l'identificazione della confederazione di Etiuni con gli armeni, sostenendo come le sue basi linguistiche siano estremamente deboli. In particolare, l'Enciclopedia di Cultura Indo-Europea riporta che: «i proto-armeni secondo Diakonoff, sono dunque un amalgama di hurro-urartei, luvi e muški che portarono la loro lingua indoeuropea verso est attraverso l'Anatolia». Inoltre, i sostenitori dell'identificazione armena rigetterebbero l'ipotesi di un insediamento tardo dei proto-armeni nell'area basandosi un'idea obsoleta di migrazione violenta dei popoli antichi, senza tener conto che altre popolazioni indoeuropee interagirono pacificamente con le popolazioni non-indoeuropee in situ, quali gli ittiti con gli hattici o gli iranici con gli elamiti, mettendo in atto processi di progressiva acculturazione che portarono all'acquisizione di nuovi modelli politici, sociali, culturali e religiosi, portando a un successivo consolidamento di entità politiche meglio organizzate non appena le entità politiche precedenti fossero entrate in crisi aprendo vuoti di potere. Ciò spiegherebbe perché non esista attestazione di un'entità politica prettamente armena prima del VI secolo a.C., in seguito al declino del regno di Urartu, quando prese il potere la dinastia degli Orontidi.